# Natalja Antiuch
Natalja Nikolajevna Antiuch (ryska: Наталья Николаевна Антюх), född den 26 juni 1981, är en rysk friidrottare som huvudsakligen tävlar på 400 meter häck.

## Individuella meriter
Antiuchs första internationella mästerskap var VM 2001 i Edmonton där hon blev utslagen redan i kvalet. Under 2002 blev hon europamästare inomhus när hon vann 400 meter på tiden 51,65. 
Hennes främsta merit är att hon vann guld vid EM 2010 i Barcelona på 400 meter häck.
Vid olympiska sommarspelen 2004 i Aten blev hon bronsmedaljör på 400 meter på tiden 49,89. Däremot blev VM 2005 i Helsingfors en besvikelse då hon blev utslagen i semifinalen. Hon deltog vidare vid VM 2007 i Osaka där hon slutade på sjätte plats. 
Hennes främsta merit är att hon vann guld vid EM 2010 på 400 meter häck. I det loppet noterade hon tiden 52,92. Tiden var inte bara nytt personligt rekord utan den bästa tiden som en europeiska gjort på distansen på fem år.

## Meriter i stafetter
Antiuch har flera gånger deltagit i ryska lag på 4 x 400 meter som placerats sig bra i resultatlistorna. Hon har två gånger blivit världsmästare inomhus, 2003 och 2006. Vid EM 2002 i München blev det silver efter Tyskland. Vid OS 2004 blev det återigen silver denna gång efter USA. Den största framgången kom vid VM 2005 i Helsingfors då hon tillsammans med Olesia Krasnomovets, Julija Petjonkina och Svetlana Pospelova vann guld. Det blev bronsmedalj på 4 x 400 m vid friidrotts-VM 2009 i Berlin.

## Personliga rekord
- 200 meter - 22,75 s (6 juni 2004, Tula)
- 400 meter - 49,85 s (31 juli 2004, Tula)
- 400 m häck - 52,92 s (30 juli 2010, Barcelona)